# (30819) 1990 RL2
1990 أر أل 2 (ويعرف أيضًا باسم (30819) 1990 أر أل 2 وفق تسمية الكوكب الصغير) (بالإنجليزية: 1990 RL2)‏ هو كويكب ضمن حزام الكويكبات؛ وترتيبه 30819 من حيث الاكتشاف.
اكتُشف هذا الجُرم الفلكي بواسطة C. Michelle Olmstead ‏ في 15 سبتمبر 1990.

## وصلات خارجية
- (30819) 1990 RL2 في قاعدة بيانات مختبر الدفع النفاث لأجرام النظام الشمسي الصغيرة

- الاكتشاف · مخطط المدار ·  العناصر المدارية · المعلمات المادية

- (30819) 1990 RL2 على موقع ويكي سكاي: DSS2, SDSS, GALEX, IRAS, Hydrogen α, X-Ray, Astrophoto, Sky Map, Articles and images